# Euselasia dolichos
Euselasia dolichos is een vlindersoort uit de familie van de prachtvlinders (Riodinidae), onderfamilie Euselasiinae.
Euselasia dolichos werd in 1887 beschreven door Staudingerl.